# Kamal Stino
Kamal Ramzi Stino (Arabisch: كمال رمزي استينو) (Mansoura (Egypte), 10 juli 1910 - overleden ca. 1987) was een Egyptisch politicus.
Stino werd geboren in een Koptisch christelijke familie en was hoogleraar Landbouwkunde aan de Universiteit van Caïro. Onder president Gamal Abdel Nasser was hij minister van Landbouw en vicepremier. Hij bereikte veel als minister van Landbouw, onder andere het laag houden van de prijzen van brood en kaas, zodat de arme bevolking van Egypte deze basisproducten gewoon kon blijven kopen. Deze prijscontroles werden mogelijk gemaakt dankzij overheidssubsidies. 
Als Koptisch-orthodox christen was het hem gelukt om carrière te maken in het overwegend islamitische Egypte. Het verhaal gaat dat president Nasser ooit de opmerking maakte dat, wanneer Stino geen christen was geweest, hij (Nasser) hem tot vicepresident van Egypte had benoemd. 
Stino onderhield persoonlijke en professionele relaties met de Koptische pausen Cyrillus VI en Sjenoeda III.

## Familie
Kamal Stino was getrouwd en had drie kinderen, waaronder Farid Stino, Chief Executive Officer (CEO, bestuursvoorzitter) van de Ismailia-Misr Poultry Company. 
Kamal Stino's broer Moheb Stino, was minister van Toerisme en luchtvaart onder president Anwar Sadat en zijn andere broer, Charles Stino, was minister van industrie onder president Nasser.